# Ruddy Buquet

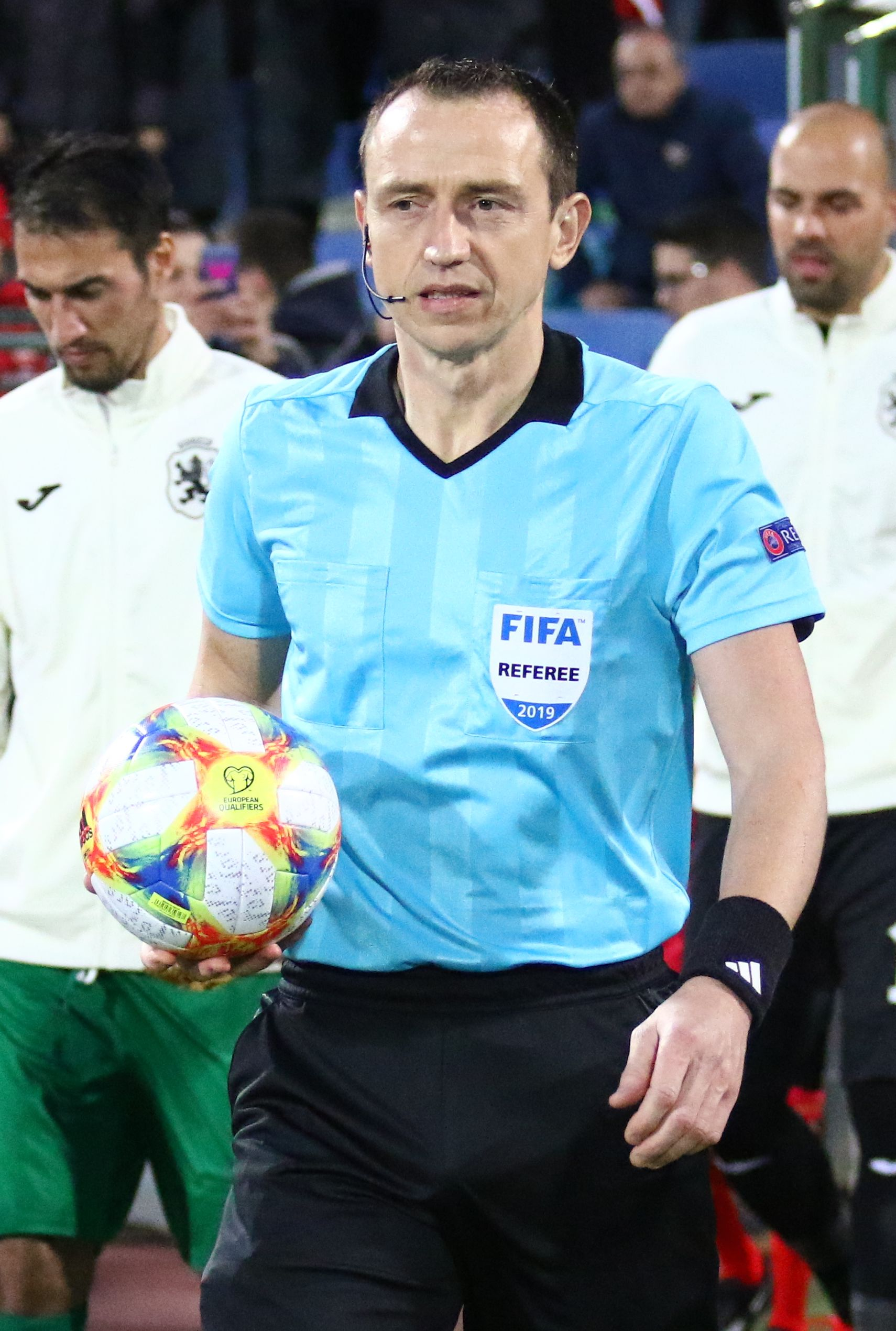
Ruddy Buquet (2019)

Ruddy Buquet (* 29. Januar 1977 in Amiens) ist ein französischer Fußballschiedsrichter.

## Werdegang
Buquet leitet seit der Saison 2005/06 Spiele in der Ligue 2 und seit der Saison 2008/09 Spiele in der Ligue 1.
Ab 2011 stand er auf der FIFA-Liste und leitete internationale Fußballspiele. Bis zur Saison 2022/23 zählte er zur Gruppe der UEFA-First-Category-Schiedsrichter. In der Saison 2013/14 leitete Buquet erstmals ein Spiel in der UEFA Europa League, in der Saison 2014/15 erstmals ein Spiel in der UEFA Champions League. Zudem pfiff er bereits Partien in der UEFA Nations League, in der EM-Qualifikation für die EM 2016 und EM 2021, in der europäischen WM-Qualifikation für die WM 2014 in Brasilien, die WM 2018 in Russland und die WM 2022 in Katar sowie Freundschaftsspiele.
Bei der Europameisterschaft 2012 in Polen und der Ukraine wurde Buquet als Torrichter im Gespann von Stéphane Lannoy eingesetzt.
Bei der U-17-Weltmeisterschaft 2015 in Chile leitete Buquet zwei Gruppenspiele sowie das Viertelfinale zwischen Ecuador und Mexiko (0:2). Bei der U-21-Europameisterschaft 2019 in Italien und San Marino wurde Buquet als Videoschiedsrichter eingesetzt.
Am 27. April 2019 leitete Buquet das Finale des Coupe de France 2018/19 zwischen Stade Rennes und Paris Saint-Germain (2:2 n. V., 6:5 i. E.).